# スコット郡 (アーカンソー州)
スコット郡 (Scott County) はアメリカ合衆国アーカンソー州に位置する郡である。2000年現在、ここの人口は10,996人である。ここの郡庁所在地はWaldronである。ここの郡は1833年11月15日に設立されアーカンソー準州の最高裁判所判事「Andrew Scott」の名を取って命名された。

## 地理
アメリカ合衆国統計局によると、この郡は総面積2,326 km2 (898 mi2) である。このうち2,315 km2 (894 mi2) が陸地で11 km2 (4 mi2) が水地域である。総面積の0.47%が水地域となっている。

### 隣接する郡
- セバスチャン郡  (北西)
- ローガン郡  (北東)
- イェール郡  (東)
- モンゴメリー郡  (南東)
- ポーク郡  (南)
- ルフロア郡 (オクラホマ州)  (西)

## 人口動静
2000年現在の国勢調査で、この郡は人口10,996人、4,323世帯、及び3,121家族が暮らしている。人口密度は5/km2 (12/mi2) である。2/km2 (6/mi2) の平均的な密度に4,924軒の住居が建っている。この郡の人種的構成は白人93.53%、アフリカン・アメリカン0.23%、先住民1.40%、アジア0.95%、太平洋諸島系0.01%、その他の人種2.56%、及び混血1.32%である。人口の5.71%がヒスパニックまたはラテン系である。
この郡内の住民は26.50%が18歳未満の未成年、18歳以上24歳以下が8.10%、25歳以上44歳以下が26.50%、45歳以上64歳以下が24.20%、及び65歳以上が14.70%にわたっている。中央値年齢は37歳である。女性100人ごとに対して男性は101.90人である。18歳以上の女性100人ごとに対して男性は96.60人である。
この郡の世帯ごとの平均的な収入は26,412米ドルであり、家族ごとの平均的な収入は30,311米ドルである。男性は23,118米ドルに対して女性は17,127米ドルの平均的な収入がある。この郡の一人当たりの収入 (per capita income) は13,609米ドルである。人口の18.20%及び家族の15.30%は貧困線以下である。全人口のうち18歳未満の21.20%及び65歳以上の14.10%は貧困線以下の生活を送っている。

## 都市及び町
- マンスフィールド
- Waldron
- アボット (アーカンソー州)